# Paris-Roubaix 2019
Paris-Roubaix 2019 var den 117. udgave af cykelløbet Paris-Roubaix. Det var det 16. arrangement på UCI's World Tour-kalender i 2019 og blev arrangeret 14. april 2019. Løbet blev vundet af belgiske Philippe Gilbert fra Deceuninck-Quick Step.

## Hold og ryttere
| UCI WorldTeams (18)- AG2R La Mondiale - Astana - Bahrain-Merida - Bora-hansgrohe - CCC Team - Deceuninck-Quick Step - Dimension Data - EF Education First - Groupama-FDJ - Team Jumbo-Visma - Katusha-Alpecin - Lotto Soudal - Mitchelton-Scott - Movistar Team - Sky - Team Sunweb - Trek-Segafredo - UAE Team Emirates UCI Professionelle kontinentalthold (7)- Arkéa-Samsic - Cofidis, Solutions Crédits - Delko-Marseille Provence - Total Direct Énergie - Roompot-Charles - Wanty-Groupe Gobert - Vital Concept-B&B Hotels |
| |

### Danske ryttere
- Mads Pedersen kørte for Trek-Segafredo
- Matti Breschel kørte for EF Education First Pro Cycling
- Mads Würtz Schmidt kørte for Team Katusha-Alpecin
- Kasper Asgreen kørte for Deceuninck-Quick Step
- Magnus Cort kørte for Astana Pro Team
- Lars Bak kørte for Dimension Data
- Asbjørn Kragh Andersen kørte for Team Sunweb
- Casper Pedersen kørte for Team Sunweb

## Resultater
| \| Samlede stilling \| Samlede stilling \| Samlede stilling \| Samlede stilling \| Samlede stilling \| \| Rytter \| Rytter \| Hold \| Tid \| \| \| ---------------- \| ------------------- \| -------------------------- \| ---------------- \| ---------------- \| \| 1. \| Philippe Gilbert \| Deceuninck-Quick Step \| 5t 58' 02" \| \| \| 2. \| Nils Politt \| Katusha-Alpecin \| + 0" \| \| \| 3. \| Yves Lampaert \| Deceuninck-Quick Step \| + 13" \| \| \| 4. \| Sep Vanmarcke \| EF Education First \| + 40" \| \| \| 5. \| Peter Sagan \| Bora-Hansgrohe \| + 42" \| \| \| 6. \| Florian Sénéchal \| Deceuninck-Quick Step \| + 47" \| \| \| 7. \| Mike Teunissen \| Team Jumbo-Visma \| + 47" \| \| \| 8. \| Zdeněk Štybar \| Deceuninck-Quick Step \| + 47" \| \| \| 9. \| Evaldas Šiškevicius \| Delko Marseille Provence \| + 47" \| \| \| 10. \| Sebastian Langeveld \| EF Education First \| + 47" \| \| \| 11. \| Stefan Küng \| Groupama-FDJ \| + 47" \| \| \| 12. \| Greg Van Avermaet \| CCC Team \| + 47" \| \| \| 13. \| Oliver Naesen \| AG2R La Mondiale \| + 47" \| \| \| 14. \| Heinrich Haussler \| Bahrain-Merida \| + 1' 24" \| \| \| 15. \| Adrien Petit \| Total Direct Énergie \| + 1' 25" \| \| \| 16. \| Marco Haller \| Katusha-Alpecin \| + 1' 36" \| \| \| 17. \| Arnaud Démare \| Groupama-FDJ \| + 1' 36" \| \| \| 18. \| Anthony Turgis \| Total Direct Énergie \| + 1' 36" \| \| \| 19. \| Hugo Hofstetter \| Cofidis, Solutions Crédits \| + 1' 36" \| \| \| 20. \| Bert De Backer \| Vital Concept-B&B Hotels \| + 1' 36" \| \| |                     |                            |            |
| |                     |                            |            |
| Kilde: ProCyclingStats |                     |                            |            |
| Samlede stilling |                     |                            |            |
| Rytter | Rytter              | Hold                       | Tid        |
| 1. | Philippe Gilbert    | Deceuninck-Quick Step      | 5t 58' 02" |
| 2. | Nils Politt         | Katusha-Alpecin            | + 0"       |
| 3. | Yves Lampaert       | Deceuninck-Quick Step      | + 13"      |
| 4. | Sep Vanmarcke       | EF Education First         | + 40"      |
| 5. | Peter Sagan         | Bora-Hansgrohe             | + 42"      |
| 6. | Florian Sénéchal    | Deceuninck-Quick Step      | + 47"      |
| 7. | Mike Teunissen      | Team Jumbo-Visma           | + 47"      |
| 8. | Zdeněk Štybar       | Deceuninck-Quick Step      | + 47"      |
| 9. | Evaldas Šiškevicius | Delko Marseille Provence   | + 47"      |
| 10. | Sebastian Langeveld | EF Education First         | + 47"      |
| 11. | Stefan Küng         | Groupama-FDJ               | + 47"      |
| 12. | Greg Van Avermaet   | CCC Team                   | + 47"      |
| 13. | Oliver Naesen       | AG2R La Mondiale           | + 47"      |
| 14. | Heinrich Haussler   | Bahrain-Merida             | + 1' 24"   |
| 15. | Adrien Petit        | Total Direct Énergie       | + 1' 25"   |
| 16. | Marco Haller        | Katusha-Alpecin            | + 1' 36"   |
| 17. | Arnaud Démare       | Groupama-FDJ               | + 1' 36"   |
| 18. | Anthony Turgis      | Total Direct Énergie       | + 1' 36"   |
| 19. | Hugo Hofstetter     | Cofidis, Solutions Crédits | + 1' 36"   |
| 20. | Bert De Backer      | Vital Concept-B&B Hotels   | + 1' 36"   |

## Startliste
| Bora-Hansgrohe BOH | Bora-Hansgrohe BOH           | Bora-Hansgrohe BOH |
| ------------------ | ---------------------------- | ------------------ |
| Nr.                | Rytter                       | Placering          |
| 1                  | Peter Sagan (SVK) (landevej) | 5.                 |
| 2                  | Maciej Bodnar (POL)          | DNF                |
| 3                  | Marcus Burghardt (GER)       | 24.                |
| 4                  | Daniel Oss (ITA)             | DNF                |
| 5                  | Juraj Sagan (SVK)            | DNF                |
| 6                  | Andreas Schillinger (GER)    | 53.                |
| 7                  | Rüdiger Selig (GER)          | 39.                |

| AG2R La Mondiale ALM | AG2R La Mondiale ALM    | AG2R La Mondiale ALM |
| -------------------- | ----------------------- | -------------------- |
| Nr.                  | Rytter                  | Placering            |
| 11                   | Silvan Dillier (SUI)    | 57.                  |
| 12                   | Nico Denz (GER)         | 36.                  |
| 13                   | Julien Duval (FRA)      | 64.                  |
| 14                   | Dorian Godon (FRA)      | 68.                  |
| 15                   | Alexis Gougeard (FRA)   | DNF                  |
| 16                   | Oliver Naesen (BEL)     | 13.                  |
| 17                   | Stijn Vandenbergh (BEL) | 23.                  |

| CCC Team CPT | CCC Team CPT                   | CCC Team CPT |
| ------------ | ------------------------------ | ------------ |
| Nr.          | Rytter                         | Placering    |
| 21           | Greg Van Avermaet (BEL)        | 12.          |
| 22           | Kamil Gradek (POL)             | DNF          |
| 23           | Michael Schär (SUI)            | 80.          |
| 24           | Gijs Van Hoecke (BEL)          | DNF          |
| 25           | Nathan Van Hooydonck (BEL)     | 47.          |
| 26           | Guillaume Van Keirsbulck (BEL) | 42.          |
| 27           | Łukasz Wiśniowski (POL)        | 77.          |

| Trek-Segafredo TFS | Trek-Segafredo TFS   | Trek-Segafredo TFS |
| ------------------ | -------------------- | ------------------ |
| Nr.                | Rytter               | Placering          |
| 31                 | John Degenkolb (GER) | 28.                |
| 32                 | Koen de Kort (NED)   | 49.                |
| 33                 | Alex Kirsch (LUX)    | HD                 |
| 34                 | Ryan Mullen (IRL)    | 96.                |
| 35                 | Mads Pedersen (DEN)  | 51.                |
| 36                 | Jasper Stuyven (BEL) | 27.                |
| 37                 | Edward Theuns (BEL)  | 55.                |

| EF Education First EF1 | EF Education First EF1    | EF Education First EF1 |
| ---------------------- | ------------------------- | ---------------------- |
| Nr.                    | Rytter                    | Placering              |
| 41                     | Sep Vanmarcke (BEL)       | 4.                     |
| 42                     | Matti Breschel (DEN)      | 60.                    |
| 43                     | Mitchell Docker (AUS)     | 76.                    |
| 44                     | Julius van den Berg (NED) | DNF                    |
| 45                     | Sebastian Langeveld (NED) | 10.                    |
| 46                     | Taylor Phinney (USA)      | DNF                    |
| 47                     | Thomas Scully (NZL)       | 94.                    |

| Katusha-Alpecin TKA | Katusha-Alpecin TKA      | Katusha-Alpecin TKA |
| ------------------- | ------------------------ | ------------------- |
| Nr.                 | Rytter                   | Placering           |
| 51                  | Nils Politt (GER)        | 2.                  |
| 52                  | Jenthe Biermans (BEL)    | DNF                 |
| 53                  | Jens Debusschere (BEL)   | DNF                 |
| 54                  | Marco Haller (AUT)       | 16.                 |
| 55                  | Reto Hollenstein (SUI)   | 58.                 |
| 56                  | Mads Würtz Schmidt (DEN) | 34.                 |
| 57                  | Rick Zabel (GER)         | 85.                 |

| Deceuninck-Quick Step DQT | Deceuninck-Quick Step DQT      | Deceuninck-Quick Step DQT |
| ------------------------- | ------------------------------ | ------------------------- |
| Nr.                       | Rytter                         | Placering                 |
| 61                        | Zdeněk Štybar (CZE)            | 8.                        |
| 62                        | Kasper Asgreen (DEN)           | 50.                       |
| 63                        | Tim Declercq (BEL)             | DNF                       |
| 64                        | Philippe Gilbert (BEL)         | 1.                        |
| 65                        | Iljo Keisse (BEL)              | DNF                       |
| 66                        | Yves Lampaert (BEL) (landevej) | 3.                        |
| 67                        | Florian Sénéchal (FRA)         | 6.                        |

| Total Direct Énergie TDE | Total Direct Énergie TDE | Total Direct Énergie TDE |
| ------------------------ | ------------------------ | ------------------------ |
| Nr.                      | Rytter                   | Placering                |
| 71                       | Adrien Petit (FRA)       | 15.                      |
| 72                       | Romain Cardis (FRA)      | DNF                      |
| 73                       | Damien Gaudin (FRA)      | DNF                      |
| 74                       | Yohann Gène (FRA)        | DNF                      |
| 75                       | Pim Ligthart (NED)       | DNF                      |
| 76                       | Alexandre Pichot (FRA)   | 92.                      |
| 77                       | Anthony Turgis (FRA)     | 18.                      |

| Mitchelton-Scott MTS | Mitchelton-Scott MTS            | Mitchelton-Scott MTS |
| -------------------- | ------------------------------- | -------------------- |
| Nr.                  | Rytter                          | Placering            |
| 81                   | Matteo Trentin (ITA) (landevej) | 43.                  |
| 82                   | Edoardo Affini (ITA)            | 99.                  |
| 83                   | Jack Bauer (NZL)                | DNF                  |
| 85                   | Michael Hepburn (AUS)           | 98.                  |
| 86                   | Luka Mezgec (SLO)               | DNF                  |
| 87                   | Callum Scotson (AUS)            | HD                   |
| 88                   | Robert Stannard (AUS)           | 69.                  |

| Groupama-FDJ GFC | Groupama-FDJ GFC          | Groupama-FDJ GFC |
| ---------------- | ------------------------- | ---------------- |
| Nr.              | Rytter                    | Placering        |
| 91               | Arnaud Démare (FRA)       | 17.              |
| 92               | Jacopo Guarnieri (ITA)    | DNF              |
| 93               | Ignatas Konovalovas (LTU) | 81.              |
| 94               | Stefan Küng (SUI)         | 11.              |
| 95               | Olivier Le Gac (FRA)      | 65.              |
| 96               | Marc Sarreau (FRA)        | 35.              |
| 97               | Ramon Sinkeldam (NED)     | DNF              |

| Lotto-Soudal LTS | Lotto-Soudal LTS        | Lotto-Soudal LTS |
| ---------------- | ----------------------- | ---------------- |
| Nr.              | Rytter                  | Placering        |
| 101              | Jens Keukeleire (BEL)   | 29.              |
| 102              | Tiesj Benoot (BEL)      | DNF              |
| 103              | Stan Dewulf (BEL)       | 79.              |
| 104              | Frederik Frison (BEL)   | DNF              |
| 105              | Nikolas Maes (BEL)      | DNF              |
| 106              | Lawrence Naesen (BEL)   | DNF              |
| 107              | Brian van Goethem (NED) | DNF              |

| Team Jumbo-Visma TJV | Team Jumbo-Visma TJV     | Team Jumbo-Visma TJV |
| -------------------- | ------------------------ | -------------------- |
| Nr.                  | Rytter                   | Placering            |
| 111                  | Wout van Aert (BEL)      | 22.                  |
| 112                  | Pascal Eenkhoorn (NED)   | 63.                  |
| 114                  | Mike Teunissen (NED)     | 7.                   |
| 115                  | Taco van der Hoorn (NED) | DNF                  |
| 116                  | Danny van Poppel (NED)   | DNF                  |
| 117                  | Maarten Wynants (BEL)    | 40.                  |
| 118                  | Timo Roosen (NED)        | 89.                  |

| Team Sky SKY | Team Sky SKY           | Team Sky SKY |
| ------------ | ---------------------- | ------------ |
| Nr.          | Rytter                 | Placering    |
| 121          | Luke Rowe (GBR)        | 32.          |
| 122          | Owain Doull (GBR)      | 95.          |
| 123          | Filippo Ganna (ITA)    | DNF          |
| 124          | Christian Knees (GER)  | DNF          |
| 125          | Gianni Moscon (ITA)    | 84.          |
| 126          | Ian Stannard (GBR)     | 82.          |
| 127          | Dylan van Baarle (NED) | 21.          |

| UAE Team Emirates UAD | UAE Team Emirates UAD                 | UAE Team Emirates UAD |
| --------------------- | ------------------------------------- | --------------------- |
| Nr.                   | Rytter                                | Placering             |
| 131                   | Alexander Kristoff (NOR)              | 56.                   |
| 132                   | Tom Bohli (SUI)                       | DNF                   |
| 133                   | Sven Erik Bystrøm (NOR)               | DNF                   |
| 134                   | Fernando Gaviria (COL)                | DNS                   |
| 135                   | Vegard Stake Laengen (NOR) (landevej) | DNF                   |
| 136                   | Marco Marcato (ITA)                   | DNF                   |
| 137                   | Jasper Philipsen (BEL)                | DNF                   |

| Cofidis, Solutions Crédits COF | Cofidis, Solutions Crédits COF | Cofidis, Solutions Crédits COF |
| ------------------------------ | ------------------------------ | ------------------------------ |
| Nr.                            | Rytter                         | Placering                      |
| 141                            | Christophe Laporte (FRA)       | 33.                            |
| 142                            | Filippo Fortin (ITA)           | 100.                           |
| 143                            | Hugo Hofstetter (FRA)          | 19.                            |
| 144                            | Cyril Lemoine (FRA)            | 54.                            |
| 145                            | Damien Touzé (FRA)             | 48.                            |
| 146                            | Bert Van Lerberghe (BEL)       | DNF                            |
| 147                            | Kenneth Vanbilsen (BEL)        | DNF                            |

| Astana AST | Astana AST               | Astana AST |
| ---------- | ------------------------ | ---------- |
| Nr.        | Rytter                   | Placering  |
| 151        | Magnus Cort (DEN)        | DNF        |
| 152        | Davide Ballerini (ITA)   | 31.        |
| 153        | Zjandos Bizjigitov (KAZ) | DNF        |
| 154        | Laurens De Vreese (BEL)  | 25.        |
| 155        | Daniil Fominykh (KAZ)    | DNF        |
| 156        | Dmitrij Gruzdev (KAZ)    | DNF        |
| 157        | Hugo Houle (CAN)         | 78.        |

| Bahrain-Merida TBM | Bahrain-Merida TBM             | Bahrain-Merida TBM |
| ------------------ | ------------------------------ | ------------------ |
| Nr.                | Rytter                         | Placering          |
| 161                | Matej Mohorič (SLO) (landevej) | 70.                |
| 162                | Phil Bauhaus (GER)             | DNF                |
| 163                | Iván García Cortina (ESP)      | 41.                |
| 164                | Heinrich Haussler (AUS)        | 14.                |
| 165                | Kristjan Koren (SLO)           | 30.                |
| 166                | Marcel Sieberg (GER)           | DNF                |
| 167                | Jan Tratnik (SLO)              | 87.                |

| Movistar Team MOV | Movistar Team MOV       | Movistar Team MOV |
| ----------------- | ----------------------- | ----------------- |
| Nr.               | Rytter                  | Placering         |
| 171               | Jürgen Roelandts (BEL)  | DNF               |
| 172               | Jorge Arcas (ESP)       | DNF               |
| 173               | Daniele Bennati (ITA)   | DNF               |
| 174               | Jaime Castrillo (ESP)   | DNF               |
| 175               | Imanol Erviti (ESP)     | 73.               |
| 176               | Eduardo Sepúlveda (ARG) | HD                |
| 177               | Jasha Sütterlin (GER)   | DNF               |

| Wanty-Gobert WGG | Wanty-Gobert WGG           | Wanty-Gobert WGG |
| ---------------- | -------------------------- | ---------------- |
| Nr.              | Rytter                     | Placering        |
| 181              | Frederik Backaert (BEL)    | 26.              |
| 183              | Ludwig De Winter (BEL)     | DNF              |
| 184              | Tom Devriendt (BEL)        | 37.              |
| 185              | Wesley Kreder (NED)        | 38.              |
| 186              | Boris Vallée (BEL)         | 59.              |
| 187              | Pieter Vanspeybrouck (BEL) | DNF              |
| 189              | Timothy Dupont (BEL)       | 52.              |

| Dimension Data TDD | Dimension Data TDD                | Dimension Data TDD |
| ------------------ | --------------------------------- | ------------------ |
| Nr.                | Rytter                            | Placering          |
| 191                | Edvald Boasson Hagen (NOR)        | 45.                |
| 192                | Lars Bak (DEN)                    | 91.                |
| 193                | Bernhard Eisel (AUT)              | 66.                |
| 194                | Reinardt Janse van Rensburg (RSA) | 61.                |
| 195                | Jay Robert Thomson (RSA)          | DNF                |
| 196                | Rasmus Tiller (NOR)               | HD                 |
| 197                | Julien Vermote (BEL)              | 86.                |

| Arkéa-Samsic PCB | Arkéa-Samsic PCB       | Arkéa-Samsic PCB |
| ---------------- | ---------------------- | ---------------- |
| Nr.              | Rytter                 | Placering        |
| 201              | André Greipel (GER)    | DNF              |
| 202              | Franck Bonnamour (FRA) | 88.              |
| 203              | Brice Feillu (FRA)     | DNF              |
| 204              | Benoît Jarrier (FRA)   | 83.              |
| 205              | Clément Russo (FRA)    | 46.              |
| 206              | Alan Riou (FRA)        | HD               |
| 207              | Bram Welten (NED)      | DNF              |

| Team Sunweb SUN | Team Sunweb SUN              | Team Sunweb SUN |
| --------------- | ---------------------------- | --------------- |
| Nr.             | Rytter                       | Placering       |
| 211             | Nikias Arndt (GER)           | 44.             |
| 212             | Cees Bol (NED)               | 62.             |
| 213             | Roy Curvers (NED)            | 75.             |
| 214             | Lennard Kämna (GER)          | DNF             |
| 215             | Asbjørn Kragh Andersen (DEN) | DNF             |
| 216             | Casper Pedersen (DEN)        | DNF             |
| 217             | Max Walscheid (GER)          | HD              |

| Vital Concept-B&B Hotels VCB | Vital Concept-B&B Hotels VCB | Vital Concept-B&B Hotels VCB |
| ---------------------------- | ---------------------------- | ---------------------------- |
| Nr.                          | Rytter                       | Placering                    |
| 221                          | Bert De Backer (BEL)         | 20.                          |
| 222                          | Kris Boeckmans (BEL)         | 97.                          |
| 223                          | Corentin Ermenault (FRA)     | 90.                          |
| 224                          | Jérémy Lecroq (FRA)          | 72.                          |
| 225                          | Julien Morice (FRA)          | DNF                          |
| 226                          | Jimmy Turgis (FRA)           | 67.                          |
| 227                          | Jonas Vangenechten (BEL)     | HD                           |

| Roompot-Charles ROC | Roompot-Charles ROC       | Roompot-Charles ROC |
| ------------------- | ------------------------- | ------------------- |
| Nr.                 | Rytter                    | Placering           |
| 231                 | Lars Boom (NED)           | 74.                 |
| 232                 | Jesper Asselman (NED)     | HD                  |
| 233                 | Senne Leysen (BEL)        | DNF                 |
| 235                 | Justin Timmermans (NED)   | DNF                 |
| 236                 | Sjoerd van Ginneken (NED) | DNF                 |
| 237                 | Boy van Poppel (NED)      | 93.                 |
| 238                 | Michael Van Staeyen (BEL) | DNF                 |

| Delko Marseille Provence DMP | Delko Marseille Provence DMP   | Delko Marseille Provence DMP |
| ---------------------------- | ------------------------------ | ---------------------------- |
| Nr.                          | Rytter                         | Placering                    |
| 241                          | Evaldas Šiškevicius (LTU)      | 9.                           |
| 242                          | Joseph Areruya (RWA)           | HD                           |
| 243                          | Iuri Filosi (ITA)              | DNF                          |
| 244                          | Brenton Jones (AUS)            | DNF                          |
| 245                          | Przemysław Kasperkiewicz (POL) | HD                           |
| 246                          | Jérémy Leveau (FRA)            | DNF                          |
| 247                          | Julien Trarieux (FRA)          | 71.                          |

| Bora-Hansgrohe BOH | Bora-Hansgrohe BOH           | Bora-Hansgrohe BOH |
| ------------------ | ---------------------------- | ------------------ |
| Nr.                | Rytter                       | Placering          |
| 1                  | Peter Sagan (SVK) (landevej) | 5.                 |
| 2                  | Maciej Bodnar (POL)          | DNF                |
| 3                  | Marcus Burghardt (GER)       | 24.                |
| 4                  | Daniel Oss (ITA)             | DNF                |
| 5                  | Juraj Sagan (SVK)            | DNF                |
| 6                  | Andreas Schillinger (GER)    | 53.                |
| 7                  | Rüdiger Selig (GER)          | 39.                |

| AG2R La Mondiale ALM | AG2R La Mondiale ALM    | AG2R La Mondiale ALM |
| -------------------- | ----------------------- | -------------------- |
| Nr.                  | Rytter                  | Placering            |
| 11                   | Silvan Dillier (SUI)    | 57.                  |
| 12                   | Nico Denz (GER)         | 36.                  |
| 13                   | Julien Duval (FRA)      | 64.                  |
| 14                   | Dorian Godon (FRA)      | 68.                  |
| 15                   | Alexis Gougeard (FRA)   | DNF                  |
| 16                   | Oliver Naesen (BEL)     | 13.                  |
| 17                   | Stijn Vandenbergh (BEL) | 23.                  |

| CCC Team CPT | CCC Team CPT                   | CCC Team CPT |
| ------------ | ------------------------------ | ------------ |
| Nr.          | Rytter                         | Placering    |
| 21           | Greg Van Avermaet (BEL)        | 12.          |
| 22           | Kamil Gradek (POL)             | DNF          |
| 23           | Michael Schär (SUI)            | 80.          |
| 24           | Gijs Van Hoecke (BEL)          | DNF          |
| 25           | Nathan Van Hooydonck (BEL)     | 47.          |
| 26           | Guillaume Van Keirsbulck (BEL) | 42.          |
| 27           | Łukasz Wiśniowski (POL)        | 77.          |

| Trek-Segafredo TFS | Trek-Segafredo TFS   | Trek-Segafredo TFS |
| ------------------ | -------------------- | ------------------ |
| Nr.                | Rytter               | Placering          |
| 31                 | John Degenkolb (GER) | 28.                |
| 32                 | Koen de Kort (NED)   | 49.                |
| 33                 | Alex Kirsch (LUX)    | HD                 |
| 34                 | Ryan Mullen (IRL)    | 96.                |
| 35                 | Mads Pedersen (DEN)  | 51.                |
| 36                 | Jasper Stuyven (BEL) | 27.                |
| 37                 | Edward Theuns (BEL)  | 55.                |

| EF Education First EF1 | EF Education First EF1    | EF Education First EF1 |
| ---------------------- | ------------------------- | ---------------------- |
| Nr.                    | Rytter                    | Placering              |
| 41                     | Sep Vanmarcke (BEL)       | 4.                     |
| 42                     | Matti Breschel (DEN)      | 60.                    |
| 43                     | Mitchell Docker (AUS)     | 76.                    |
| 44                     | Julius van den Berg (NED) | DNF                    |
| 45                     | Sebastian Langeveld (NED) | 10.                    |
| 46                     | Taylor Phinney (USA)      | DNF                    |
| 47                     | Thomas Scully (NZL)       | 94.                    |

| Katusha-Alpecin TKA | Katusha-Alpecin TKA      | Katusha-Alpecin TKA |
| ------------------- | ------------------------ | ------------------- |
| Nr.                 | Rytter                   | Placering           |
| 51                  | Nils Politt (GER)        | 2.                  |
| 52                  | Jenthe Biermans (BEL)    | DNF                 |
| 53                  | Jens Debusschere (BEL)   | DNF                 |
| 54                  | Marco Haller (AUT)       | 16.                 |
| 55                  | Reto Hollenstein (SUI)   | 58.                 |
| 56                  | Mads Würtz Schmidt (DEN) | 34.                 |
| 57                  | Rick Zabel (GER)         | 85.                 |

| Deceuninck-Quick Step DQT | Deceuninck-Quick Step DQT      | Deceuninck-Quick Step DQT |
| ------------------------- | ------------------------------ | ------------------------- |
| Nr.                       | Rytter                         | Placering                 |
| 61                        | Zdeněk Štybar (CZE)            | 8.                        |
| 62                        | Kasper Asgreen (DEN)           | 50.                       |
| 63                        | Tim Declercq (BEL)             | DNF                       |
| 64                        | Philippe Gilbert (BEL)         | 1.                        |
| 65                        | Iljo Keisse (BEL)              | DNF                       |
| 66                        | Yves Lampaert (BEL) (landevej) | 3.                        |
| 67                        | Florian Sénéchal (FRA)         | 6.                        |

| Total Direct Énergie TDE | Total Direct Énergie TDE | Total Direct Énergie TDE |
| ------------------------ | ------------------------ | ------------------------ |
| Nr.                      | Rytter                   | Placering                |
| 71                       | Adrien Petit (FRA)       | 15.                      |
| 72                       | Romain Cardis (FRA)      | DNF                      |
| 73                       | Damien Gaudin (FRA)      | DNF                      |
| 74                       | Yohann Gène (FRA)        | DNF                      |
| 75                       | Pim Ligthart (NED)       | DNF                      |
| 76                       | Alexandre Pichot (FRA)   | 92.                      |
| 77                       | Anthony Turgis (FRA)     | 18.                      |

| Mitchelton-Scott MTS | Mitchelton-Scott MTS            | Mitchelton-Scott MTS |
| -------------------- | ------------------------------- | -------------------- |
| Nr.                  | Rytter                          | Placering            |
| 81                   | Matteo Trentin (ITA) (landevej) | 43.                  |
| 82                   | Edoardo Affini (ITA)            | 99.                  |
| 83                   | Jack Bauer (NZL)                | DNF                  |
| 85                   | Michael Hepburn (AUS)           | 98.                  |
| 86                   | Luka Mezgec (SLO)               | DNF                  |
| 87                   | Callum Scotson (AUS)            | HD                   |
| 88                   | Robert Stannard (AUS)           | 69.                  |

| Groupama-FDJ GFC | Groupama-FDJ GFC          | Groupama-FDJ GFC |
| ---------------- | ------------------------- | ---------------- |
| Nr.              | Rytter                    | Placering        |
| 91               | Arnaud Démare (FRA)       | 17.              |
| 92               | Jacopo Guarnieri (ITA)    | DNF              |
| 93               | Ignatas Konovalovas (LTU) | 81.              |
| 94               | Stefan Küng (SUI)         | 11.              |
| 95               | Olivier Le Gac (FRA)      | 65.              |
| 96               | Marc Sarreau (FRA)        | 35.              |
| 97               | Ramon Sinkeldam (NED)     | DNF              |

| Lotto-Soudal LTS | Lotto-Soudal LTS        | Lotto-Soudal LTS |
| ---------------- | ----------------------- | ---------------- |
| Nr.              | Rytter                  | Placering        |
| 101              | Jens Keukeleire (BEL)   | 29.              |
| 102              | Tiesj Benoot (BEL)      | DNF              |
| 103              | Stan Dewulf (BEL)       | 79.              |
| 104              | Frederik Frison (BEL)   | DNF              |
| 105              | Nikolas Maes (BEL)      | DNF              |
| 106              | Lawrence Naesen (BEL)   | DNF              |
| 107              | Brian van Goethem (NED) | DNF              |

| Team Jumbo-Visma TJV | Team Jumbo-Visma TJV     | Team Jumbo-Visma TJV |
| -------------------- | ------------------------ | -------------------- |
| Nr.                  | Rytter                   | Placering            |
| 111                  | Wout van Aert (BEL)      | 22.                  |
| 112                  | Pascal Eenkhoorn (NED)   | 63.                  |
| 114                  | Mike Teunissen (NED)     | 7.                   |
| 115                  | Taco van der Hoorn (NED) | DNF                  |
| 116                  | Danny van Poppel (NED)   | DNF                  |
| 117                  | Maarten Wynants (BEL)    | 40.                  |
| 118                  | Timo Roosen (NED)        | 89.                  |

| Team Sky SKY | Team Sky SKY           | Team Sky SKY |
| ------------ | ---------------------- | ------------ |
| Nr.          | Rytter                 | Placering    |
| 121          | Luke Rowe (GBR)        | 32.          |
| 122          | Owain Doull (GBR)      | 95.          |
| 123          | Filippo Ganna (ITA)    | DNF          |
| 124          | Christian Knees (GER)  | DNF          |
| 125          | Gianni Moscon (ITA)    | 84.          |
| 126          | Ian Stannard (GBR)     | 82.          |
| 127          | Dylan van Baarle (NED) | 21.          |

| UAE Team Emirates UAD | UAE Team Emirates UAD                 | UAE Team Emirates UAD |
| --------------------- | ------------------------------------- | --------------------- |
| Nr.                   | Rytter                                | Placering             |
| 131                   | Alexander Kristoff (NOR)              | 56.                   |
| 132                   | Tom Bohli (SUI)                       | DNF                   |
| 133                   | Sven Erik Bystrøm (NOR)               | DNF                   |
| 134                   | Fernando Gaviria (COL)                | DNS                   |
| 135                   | Vegard Stake Laengen (NOR) (landevej) | DNF                   |
| 136                   | Marco Marcato (ITA)                   | DNF                   |
| 137                   | Jasper Philipsen (BEL)                | DNF                   |

| Cofidis, Solutions Crédits COF | Cofidis, Solutions Crédits COF | Cofidis, Solutions Crédits COF |
| ------------------------------ | ------------------------------ | ------------------------------ |
| Nr.                            | Rytter                         | Placering                      |
| 141                            | Christophe Laporte (FRA)       | 33.                            |
| 142                            | Filippo Fortin (ITA)           | 100.                           |
| 143                            | Hugo Hofstetter (FRA)          | 19.                            |
| 144                            | Cyril Lemoine (FRA)            | 54.                            |
| 145                            | Damien Touzé (FRA)             | 48.                            |
| 146                            | Bert Van Lerberghe (BEL)       | DNF                            |
| 147                            | Kenneth Vanbilsen (BEL)        | DNF                            |

| Astana AST | Astana AST               | Astana AST |
| ---------- | ------------------------ | ---------- |
| Nr.        | Rytter                   | Placering  |
| 151        | Magnus Cort (DEN)        | DNF        |
| 152        | Davide Ballerini (ITA)   | 31.        |
| 153        | Zjandos Bizjigitov (KAZ) | DNF        |
| 154        | Laurens De Vreese (BEL)  | 25.        |
| 155        | Daniil Fominykh (KAZ)    | DNF        |
| 156        | Dmitrij Gruzdev (KAZ)    | DNF        |
| 157        | Hugo Houle (CAN)         | 78.        |

| Bahrain-Merida TBM | Bahrain-Merida TBM             | Bahrain-Merida TBM |
| ------------------ | ------------------------------ | ------------------ |
| Nr.                | Rytter                         | Placering          |
| 161                | Matej Mohorič (SLO) (landevej) | 70.                |
| 162                | Phil Bauhaus (GER)             | DNF                |
| 163                | Iván García Cortina (ESP)      | 41.                |
| 164                | Heinrich Haussler (AUS)        | 14.                |
| 165                | Kristjan Koren (SLO)           | 30.                |
| 166                | Marcel Sieberg (GER)           | DNF                |
| 167                | Jan Tratnik (SLO)              | 87.                |

| Movistar Team MOV | Movistar Team MOV       | Movistar Team MOV |
| ----------------- | ----------------------- | ----------------- |
| Nr.               | Rytter                  | Placering         |
| 171               | Jürgen Roelandts (BEL)  | DNF               |
| 172               | Jorge Arcas (ESP)       | DNF               |
| 173               | Daniele Bennati (ITA)   | DNF               |
| 174               | Jaime Castrillo (ESP)   | DNF               |
| 175               | Imanol Erviti (ESP)     | 73.               |
| 176               | Eduardo Sepúlveda (ARG) | HD                |
| 177               | Jasha Sütterlin (GER)   | DNF               |

| Wanty-Gobert WGG | Wanty-Gobert WGG           | Wanty-Gobert WGG |
| ---------------- | -------------------------- | ---------------- |
| Nr.              | Rytter                     | Placering        |
| 181              | Frederik Backaert (BEL)    | 26.              |
| 183              | Ludwig De Winter (BEL)     | DNF              |
| 184              | Tom Devriendt (BEL)        | 37.              |
| 185              | Wesley Kreder (NED)        | 38.              |
| 186              | Boris Vallée (BEL)         | 59.              |
| 187              | Pieter Vanspeybrouck (BEL) | DNF              |
| 189              | Timothy Dupont (BEL)       | 52.              |

| Dimension Data TDD | Dimension Data TDD                | Dimension Data TDD |
| ------------------ | --------------------------------- | ------------------ |
| Nr.                | Rytter                            | Placering          |
| 191                | Edvald Boasson Hagen (NOR)        | 45.                |
| 192                | Lars Bak (DEN)                    | 91.                |
| 193                | Bernhard Eisel (AUT)              | 66.                |
| 194                | Reinardt Janse van Rensburg (RSA) | 61.                |
| 195                | Jay Robert Thomson (RSA)          | DNF                |
| 196                | Rasmus Tiller (NOR)               | HD                 |
| 197                | Julien Vermote (BEL)              | 86.                |

| Arkéa-Samsic PCB | Arkéa-Samsic PCB       | Arkéa-Samsic PCB |
| ---------------- | ---------------------- | ---------------- |
| Nr.              | Rytter                 | Placering        |
| 201              | André Greipel (GER)    | DNF              |
| 202              | Franck Bonnamour (FRA) | 88.              |
| 203              | Brice Feillu (FRA)     | DNF              |
| 204              | Benoît Jarrier (FRA)   | 83.              |
| 205              | Clément Russo (FRA)    | 46.              |
| 206              | Alan Riou (FRA)        | HD               |
| 207              | Bram Welten (NED)      | DNF              |

| Team Sunweb SUN | Team Sunweb SUN              | Team Sunweb SUN |
| --------------- | ---------------------------- | --------------- |
| Nr.             | Rytter                       | Placering       |
| 211             | Nikias Arndt (GER)           | 44.             |
| 212             | Cees Bol (NED)               | 62.             |
| 213             | Roy Curvers (NED)            | 75.             |
| 214             | Lennard Kämna (GER)          | DNF             |
| 215             | Asbjørn Kragh Andersen (DEN) | DNF             |
| 216             | Casper Pedersen (DEN)        | DNF             |
| 217             | Max Walscheid (GER)          | HD              |

| Vital Concept-B&B Hotels VCB | Vital Concept-B&B Hotels VCB | Vital Concept-B&B Hotels VCB |
| ---------------------------- | ---------------------------- | ---------------------------- |
| Nr.                          | Rytter                       | Placering                    |
| 221                          | Bert De Backer (BEL)         | 20.                          |
| 222                          | Kris Boeckmans (BEL)         | 97.                          |
| 223                          | Corentin Ermenault (FRA)     | 90.                          |
| 224                          | Jérémy Lecroq (FRA)          | 72.                          |
| 225                          | Julien Morice (FRA)          | DNF                          |
| 226                          | Jimmy Turgis (FRA)           | 67.                          |
| 227                          | Jonas Vangenechten (BEL)     | HD                           |

| Roompot-Charles ROC | Roompot-Charles ROC       | Roompot-Charles ROC |
| ------------------- | ------------------------- | ------------------- |
| Nr.                 | Rytter                    | Placering           |
| 231                 | Lars Boom (NED)           | 74.                 |
| 232                 | Jesper Asselman (NED)     | HD                  |
| 233                 | Senne Leysen (BEL)        | DNF                 |
| 235                 | Justin Timmermans (NED)   | DNF                 |
| 236                 | Sjoerd van Ginneken (NED) | DNF                 |
| 237                 | Boy van Poppel (NED)      | 93.                 |
| 238                 | Michael Van Staeyen (BEL) | DNF                 |

| Delko Marseille Provence DMP | Delko Marseille Provence DMP   | Delko Marseille Provence DMP |
| ---------------------------- | ------------------------------ | ---------------------------- |
| Nr.                          | Rytter                         | Placering                    |
| 241                          | Evaldas Šiškevicius (LTU)      | 9.                           |
| 242                          | Joseph Areruya (RWA)           | HD                           |
| 243                          | Iuri Filosi (ITA)              | DNF                          |
| 244                          | Brenton Jones (AUS)            | DNF                          |
| 245                          | Przemysław Kasperkiewicz (POL) | HD                           |
| 246                          | Jérémy Leveau (FRA)            | DNF                          |
| 247                          | Julien Trarieux (FRA)          | 71.                          |